# Thamniopsis
Thamniopsis là một chi rêu trong họ Pilotrichaceae.